# Supercoppa tedesca 2020 (pallavolo femminile)
La Supercoppa tedesca 2020 si è svolta il 27 settembre 2020: al torneo hanno partecipato due squadre di club tedesche e la vittoria finale è andata per la quarta volta consecutiva allo Schweriner.

## Regolamento
Le squadre hanno disputato una gara unica.

## Squadre partecipanti
| Squadra    | Qualificazione                       |
| ---------- | ------------------------------------ |
| Dresdner   | Vincitrice Coppa di Germania 2019-20 |
| Schweriner | 1ª in 1. Bundesliga 2019-20          |

## Torneo
| 27 settembre 2020 Margon Arena, Dresda Durata: ? - Spettatori: 685 | Schweriner | 3 - 0 | Dresdner | 25-23, 27-25, 25-21 |